# Нелькан (Якутия)
Нелька́н — упразднённый посёлок городского типа в Оймяконском районе Республики Якутия России. Упразднён в 2007 году.

## География
Распологался у подножия хребта Тас-Кыстабыт, на реке Улахан-Тарын-Юрях (бассейн реки Индигирки).

## История
Возник в годы Великой Отечественной войны в связи с открытием и началом разработок месторождений золота. Отнесён к категории рабочих посёлков в 1964 году. Выполнял функции горнодобывающего центра. Население было занято в основных и вспомогательных производствах золотодобывающего прииска. Имелся клуб, средняя общеобразовательная и музыкальная школы, учреждения здравоохранения, торговли и бытового обслуживания.
На территории, подчинённой администрации поселка Нелькан, располагался бывший сельский населённый пункт Дражный (на расстоянии 50 км от поселка Нелькан). В нём функционировал карьер по добыче золотосодержащей руды. Имелись Дом культуры, неполная средняя общеобразовательная школа, учреждения здравоохранения и торговли. Постановлением Правительства Республики Саха (Якутия) № 443 от 29 сентября 1998 года населённый пункт Дражный исключён из учётных данных административно-территориального деления.

## Население
| 1970 | 1979  | 1989  | 2002 |
| ---- | ----- | ----- | ---- |
| 1655 | ↘1178 | ↗1591 | ↘140 |